# 新田宿
新田宿（しんでんしゅく、しんでんじゅく）は、江戸時代に日光街道（日光道中）に設けられた下野国の宿場。日光街道の江戸・日本橋から数えて13番目の宿場である。現在は栃木県小山市羽川に相当する。

## 概要
宿駅としての起源はよく分かっていない。別称は芋柄新田（いもがらしんでん）、大町新田（おおまちしんでん）。現在は栃木県小山市羽川に相当する。
宿駅の管理は、当初は小山藩、元和5年（1619年）以降は宇都宮藩、元和8年1622年以降は古河藩、貞享2年（1685年）以降は幕府が担った。
天保14年（1843年）の『日光道中宿村大概帳』によれば、本陣は1軒、脇本陣は1軒設けられ、旅籠が11軒（大2、中4、小5）あった。宿内の家数は59軒、人口は244人であった。
現在の国道4号線沿いに展開し、南端は小山羽川郵便局付近、北端は銅市金属工業付近である。

## 交通
隣の宿場
- 日光街道、奥州街道

小山宿 - 新田宿 - 小金井宿